# Tro Bro Leon 2017
La 34e édition du Tro Bro Leon a lieu le 17 avril 2017. La course fait partie du calendrier UCI Europe Tour 2017 en catégorie 1.1. C'est également la sixième épreuve de la Coupe de France de cyclisme sur route 2017.

## Présentation

### Équipes
Classé en catégorie 1.1 de l'UCI Europe Tour, le Tro Bro Leon est par conséquent ouvert aux WorldTeams dans la limite de 50 % des équipes participantes, aux équipes continentales professionnelles, aux équipes continentales et aux équipes nationales.
Dix-neuf équipes participent à ce Tour du Finistère - deux WorldTeams, huit équipes continentales professionnelles et neuf équipes continentales :
| WorldTeams (2)- AG2R La Mondiale - FDJ Équipes continentales professionnelles (8)- Cofidis, Solutions Crédits - Delko Marseille Provence KTM - Direct Énergie - Fortuneo-Vital Concept - Israel Cycling Academy - Manzana Postobón - Verandas Willems-Crelan - Wanty-Groupe Gobert Équipes continentales (9)- Armée de terre - Cibel-Cebon - ColoQuick-Cult - Delta Cycling Rotterdam - Euskadi Basque Country-Murias - HP BTP-Auber 93 - Joker Icopal - Madison Genesis - Roubaix Lille Métropole |
| |

## Classements finals

### Classement général
| \| Classement général \| Classement général \| Classement général \| Classement général \| Classement général \| \| Coureur \| Coureur \| Pays \| Équipe \| Temps \| \| ------------------ \| ------------------ \| ------------------ \| ---------------------------- \| ------------------ \| \| 1er \| Damien Gaudin \| France \| Armée de terre \| 4 h 50 min 22 s \| \| 2e \| Frederik Backaert \| Belgique \| Wanty-Groupe Gobert \| + 2 s \| \| 3e \| Benjamin Giraud \| France \| Delko-Marseille Provence-KTM \| + 7 s \| \| 4e \| Laurent Pichon \| France \| Fortuneo-Vital Concept \| + 7 s \| \| 5e \| Kévin Le Cunff \| France \| HP BTP-Auber 93 \| + 7 s \| \| 6e \| Mathias De Witte \| Belgique \| Cibel-Cebon \| + 7 s \| \| 7e \| Arnaud Démare \| France \| FDJ \| + 7 s \| \| 8e \| Damien Touzé \| France \| HP BTP-Auber 93 \| + 7 s \| \| 9e \| Sylvain Chavanel \| France \| Direct Énergie \| + 7 s \| \| 10e \| Hugo Hofstetter \| France \| Cofidis, Solutions Crédits \| + 7 s \| |                   |          |                              |                 |
| |                   |          |                              |                 |
| Source : ProCyclingStats |                   |          |                              |                 |
| Classement général |                   |          |                              |                 |
| Coureur | Coureur           | Pays     | Équipe                       | Temps           |
| 1er | Damien Gaudin     | France   | Armée de terre               | 4 h 50 min 22 s |
| 2e | Frederik Backaert | Belgique | Wanty-Groupe Gobert          | + 2 s           |
| 3e | Benjamin Giraud   | France   | Delko-Marseille Provence-KTM | + 7 s           |
| 4e | Laurent Pichon    | France   | Fortuneo-Vital Concept       | + 7 s           |
| 5e | Kévin Le Cunff    | France   | HP BTP-Auber 93              | + 7 s           |
| 6e | Mathias De Witte  | Belgique | Cibel-Cebon                  | + 7 s           |
| 7e | Arnaud Démare     | France   | FDJ                          | + 7 s           |
| 8e | Damien Touzé      | France   | HP BTP-Auber 93              | + 7 s           |
| 9e | Sylvain Chavanel  | France   | Direct Énergie               | + 7 s           |
| 10e | Hugo Hofstetter   | France   | Cofidis, Solutions Crédits   | + 7 s           |

### Classements annexes
| Classement par points | Classement par points | Classement par points | Classement par points | Classement par points |
| Coureur               | Coureur               | Pays                  | Équipe                | Points                |
| --------------------- | --------------------- | --------------------- | --------------------- | --------------------- |

| Classement par points | Classement par points | Classement par points | Classement par points | Classement par points |
| Coureur               | Coureur               | Pays                  | Équipe                | Points                |
| --------------------- | --------------------- | --------------------- | --------------------- | --------------------- |

| Classement du meilleur jeune |

### UCI Europe Tour
Ce Tro Bro Leon attribue des points pour l'UCI Europe Tour 2017, par équipes seulement aux coureurs des équipes continentales professionnelles et continentales, individuellement à tous les coureurs sauf ceux faisant partie d'une équipe ayant un label WorldTeam.
| Position,          | 1er | 2e | 3e | 4e | 5e | 6e | 7e | 8e | 9e | 10e | 11e | 12e | 13e à 15e | 16e à 25e |
| Classement général | 125 | 85 | 70 | 60 | 50 | 40 | 35 | 30 | 25 | 20  | 15  | 10  | 5         | 3         |

## Liste des participants
| Légende | Légende                                                                    | Légende | Légende                                                    |
| ------- | -------------------------------------------------------------------------- | ------- | ---------------------------------------------------------- |
| Num     | Dossard de départ porté par le coureur sur ce Tro Bro Leon                 | Pos     | Position à l'arrivée de la course                          |
|         | Indique un maillot de champion national ou mondial, suivi de sa spécialité | NP      | Indique un coureur qui n'a pas pris le départ de la course |
| AB      | Indique un coureur qui n'a pas terminé la course                           | HD      | Indique un coureur qui a terminé la course hors des délais |

|}
|}